# Bernhard Boström
Bernhard Mauritz Boström, född 15 juni 1889 i Floda församling, Södermanlands län, död 20 september 1957 i Stora Malms församling, Södermanlands län, var en svensk folkmusiker och riksspelman. Boström deltog i Riksspelmansstämman på Skansen 1927.